# Kari Györgyi
Kari Györgyi (Budapest, 1955. szeptember 9. –) magyar színésznő.

## Életpályája
1977-1985 között a kaposvári Csiky Gergely Színház színésznője volt. 1985-2000 között fellépett a Vígszínházban, Katona József Színházban, a Budapesti Kamaraszínházban és az Új Színházban is. 2001 óta a Budapesti Városi Színház tagja.

## Színházi szerepei
- Csehov: Ivanov....
- Ödön von Horváth: Mesél a Bécsi erdő....Helén
- Marsak: A bűvös erdő....Édeslány
- Jacobi Viktor: Sybill....
- Collodi: Pinokkió kalandjai....Kanóc; Második nyest
- Brecht: A szecsuáni jólélek....Sógornő a nyolctagú családban
- William Shakespeare: Szeget szeggel....
- Bernstein: Candide....
- Hrubin: Augusztusi vasárnap....Mila
- Molière: Don Juan....Mari
- Kander-Ebb: Kabaré....Helga
- Arden: Élnek mint a disznók (Gyöngyélet)....Rosie
- Middleton-Rowley: Átváltozások....
- Kálmán Imre: Marica grófnő....Egy hölgy
- Kleist: Az eltört korsó....Márta asszony
- Turgenyev: Egy hónap falun....Kátya
- Weiss: Jean Paul Marat üldöztetése és meggyilkolása, ahogy a charentoni elmegyógyintézet színjátszói előadják de Sade úr betanításában....Anya
- Szomory Dezső: Hermelin....Maltinszky Manci
- Kacsóh Pongrác: János vitéz....
- Ödön von Horváth: Kasimir és Karoline....Juanita
- Thomas Mann: Mario és a varázsló....Angiolieriné
- Miljutyin: Filmcsillag....Zokogó nő
- William Shakespeare: Hamlet, dán királyfi....Ophélia
- Hoffmann: Diótörő....Piri; Pirlipát hercegnő
- Bulgakov: A Mester és Margarita....Margarita asszony
- Strauss: A cigánybáró....Királynő
- Majakovszkij: Gőzfürdő....Polja
- Dürrenmatt: Az öreg hölgy látogatása....Luise kisasszony
- Makai-Pályi: Ördögök....Marja Satova
- Canetti: Esküvő....Pepi
- Brecht: Kurázsi mama és gyermekei....Yvette
- Kárpáti Péter: Az ismeretlen katona....Nővér
- Zsolt Béla: Erzsébetváros....Esztike
- Csehov: Sirály....Nyina
- Forgách András: Tercett – Janka, Zsigmond, Mária - ....Mária
- Kleist: A Schroffenstein család avagy a Bosszú....Barnabe
- Benda: Medeia....Kreusa
- Halász Péter: Sanyi pilóta....Sára
- Halász Péter: Pillanatragasztó (Kínai III. és IV.)....Melissa
- Halász Péter: Nosferatu org....Lamiana
- Halász Péter: Gyerekünk....Sári
- Halász Péter: Slicc....
- Halász Péter: Jack Smith halott....

## Filmjei
| - KapupéNz (1975) - Bambini di Prága (1980) - Vásár (1986) - Napóleon (1989) - Protokoll (1990) - Rádióaktív BUÉK (1993) - A pályaudvar lovagja (1993) - A párduc és a gödölye (1995) - Intermezzo (1996) - Családi kör (1999) - Komédiások (2000) - Zsaruvér és Csigavér I.: A királyné nyakéke (2001) - Velem mindig történik valami (2003) - Mi, szemüvegesek (2004) - Abigél (2005) - Egy nő igaz története (2007) - Zsaruvér és Csigavér III.: A szerencse fia (2008) - Bulvár (2011) - Nofilter (2019) | - Ékezet (1977) - Minden szerdán (1979) - Alagút (1982) - Szegény Dzsoni és Árnika (1983) - Te rongyos élet (1984) - Egészséges erotika (1985) - Idő van (1985) - Hajnali háztetők (1986) - Banánhéjkeringő (1987) - Hótreál (1987) - Gondviselés (1987) - Zuhanás közben (1987) - Isten veletek, barátaim! (1987) - Titánia, Titánia, avagy a dublőrök éjszakája (1988) - Mielőtt befejezi röptét a denevér (1989) - A távollét hercege (1991) - Melodráma (1991) - Roncsfilm (1992) - Rám csaj még nem volt ilyen hatással (1993) - Gyerekgyilkosság (1993) - Senkiföldje (1993) - A turné (1993) - Woyzeck (1994) - Megint tanú (1994) - Nikó és Vánó (1996) - Sztracsatella (1996) - Csajok (1996) - Szamba (1996) - Franciska vasárnapjai (1997) - Alta mira (1998) - Pannon töredék (1998) - Ámbár tanár úr (1998) - 6:3 (1998) - Félválófél (1999) - Paszport (2001) - Az ifjúság megnyugtat (2002) - Kísértések (2002) - Szerelem utolsó vérig (2002) - Tiszta lap (2002) - Magyar szépség (2003) - Noé bárkája (2007) |

## Rendezései
- Halász-hajó (2006)
- Szív Cirkusz Varieté (2006)